# Cucullia platti
Cucullia platti är en fjärilsart som beskrevs av Louis Beethoven Prout 1925. Cucullia platti ingår i släktet Cucullia och familjen nattflyn. Inga underarter finns listade i Catalogue of Life.